# Lola Berthet
María Lorena Berthet (Buenos Aires, 4 de octubre de 1977) conocida artísticamente como Lola Berthet, es una actriz y profesora de teatro argentina. Saltó a la fama con su papel de Rita en la telenovela Son amores.

## Biografía
Berhet nació en Parque Patricios, Capital Federal. También pasó gran parte de su crianza en casa de sus abuelos en Lanús, Provincia de Buenos Aires. Cuando terminó la secundaria (cursó sus estudios en el Instituto San Antonio de Padua, en el barrio de Nueva Pompeya) había decidido estudiar periodismo, pero descubrió que la actuación era lo suyo y estudió en el Conservatorio de Arte Dramático de la Universidad Nacional de las Artes. Durante algunos años se la vio actuar en distintas salas del teatro «under» hasta que algunos productores televisivos pusieron el ojo en ella. Saltó a la fama con la telenovela Son amores, en la cual encarnó a Rita, papel que le valió el Martín Fierro como Revelación.
La actriz se desempeñó como secretaria general de Asociación Argentina de Actores pero en enero del año 2020 pidió licencia para ejercer su nuevo cargo nacional y ha trabajado también como profesora de teatro junto a la actriz y guionista Agustina Liendo.
En 2011 incursionó en la radio, participando de Tarde negra en Rock & Pop.
En enero de 2020 la actriz fue designada como directora del Centro Cultural Haroldo Conti.

## Televisión
| Año       | Título                  | Personaje      | Director              |
| --------- | ----------------------- | -------------- | --------------------- |
| 1998      | Gasoleros               | Canal 13       |                       |
| 2000      | Verano del '98          | Telefe         | Dolinda               |
| 2001      | Ilusiones (compartidas) | El Trece       | Carolina              |
| 2002      | Son amores              | El Trece       | Rita                  |
| 2003      | Costumbres argentinas   | Telefe         | Sandra                |
| 2004-2005 | Los Roldán              | Telefe/Canal 9 | Hilda Roldán          |
| 2007      | Mujeres elefante        | TV Pública     | -                     |
| 2007-2008 | Lalola                  | América        | Soledad               |
| 2009-2010 | Botineras               | Telefe         | Catalina Bellagamba   |
| 2011      | Sr. y Sra. Camas        | TV Pública     | Zoe Damico            |
| 2013      | Historias de diván      | Telefe         | Cecilia               |
| 2013      | Dos por una mentira     | Canal 10       | Mujer de casa         |
| 2013-2014 | Los vecinos en guerra   | Telefe         | Miriam 'Mimí' Bermejo |
| 2017      | Soy Ander (serie web)   | UN3TV          | Lidia Parkur          |
| 2020      | El Secretario           | TV Pública     | Desconocido           |

## Cine
| Año  | Título                 | Personaje          | Director               |
| ---- | ---------------------- | ------------------ | ---------------------- |
| 2000 | Nueces para el amor    | Susana             | Alberto Lecchi         |
| 2000 | El camino              | Lila               | Javier Olivera         |
| 2001 | Déjala correr          | Laura              | Alberto Lecchi         |
| 2002 | ¿Y dónde está el bebé? | Detective Basualdo | Pedro Stocki           |
| 2002 | Un día de suerte       | Laura              | Sandra Gugliotta       |
| 2005 | Perro amarillo         | Sofía              | Javier Van de Couter   |
| 2005 | El disfraz (corto)     |                    | Sergio Bizzio          |
| 2009 | Toda la gente sola     | Lola               | Santiago Giralt        |
| 2010 | Francia                | Psicopedagoga      | Adrián Caetano         |
| 2010 | Pájaros volando        | Vendedora          | Néstor Montalbano      |
| 2011 | La memoria del muerto  | Alicia             | Valentín Javier Diment |
| 2011 | El destino del Lukong  | Ella misma (cameo) | Gonzalo Roldán         |
| 2021 | El apego               | Irina              | Valentín Javier Diment |

## Premios y nominaciones
| Año  | Premio               | Categoría                            | Programa              | Resultado |
| ---- | -------------------- | ------------------------------------ | --------------------- | --------- |
| 2002 | Premio Clarín        | Revelación                           | Son amores            | Ganadora  |
| 2002 | Premio Martín Fierro | Revelación                           | Son amores            | Ganadora  |
| 2003 | Premio Martín Fierro | Actriz de reparto en Comedia o Drama | Costumbres argentinas | Nominada  |
| 2007 | Premio Martín Fierro | Actriz de reparto en Comedia         | Lalola                | Nominada  |